# Mateo Valdemoros de la Cruz
Mateo Valdemoros de la Creu (Alfaro, La Rioja 21 de setembre de 1771 -Tarragona, 5 de novembre de 1821) va ser un polític espanyol.

## Biografia
Jurista de La Rioja, d'adscripció política liberal. Va representar a aquesta facció a València d'on va arribar a ser Alcalde corregidor. El 1806 va ser assessor del govern militar d'Eivissa, on va ajudar a apaivagar una revolta camperola. En 1812 va ser escollit diputat suplent a les Corts de Cadis però no va arribar a assumir l'escó.
El 9 de març de 1820 el rei Ferran VII el va designar vocal de la Junta Provisional Governativa.
En el Trienni liberal va ser designat el 4 de març de 1821 Secretari d'Estat i del Despatx de la Governació de la Península, però només l'exerciria tan sols 2 mesos a causa d'una malaltia, i fou reemplaçat interinament i després oficialment per l'advocat Ramón Olaguer Feliú y Rogells, que exercia la Secretaria de la Governació d'Ultramar. Posteriorment Mateo Valdemoros va ser designat Conseller d'Estat. Va morir al novembre d'aquest any.